# Гнипахеллир
В скандинавской мифологии Гнипахеллир (Gnipahellir, пещера Гнипа) — мифическая пещера, дом Гарма, адского пса, который охраняет ворота Хель, норвежского царства мертвых. Гарм часто изображается здесь прикованным цепями до начала действия Рагнарёка, когда его путы рвутся, и он бежит на свободу. Ссылка на Гнипахеллир появляется в Вулуспа, Пророчество Вёльвы, одном из стихотворений Поэтической Эдды.
Теперь Гарм громко воет перед Гнипахеллиром, Оковы разорвутся и волк бежит на свободу
Völuspá, стих 44